# アパダーナ (謁見の間)

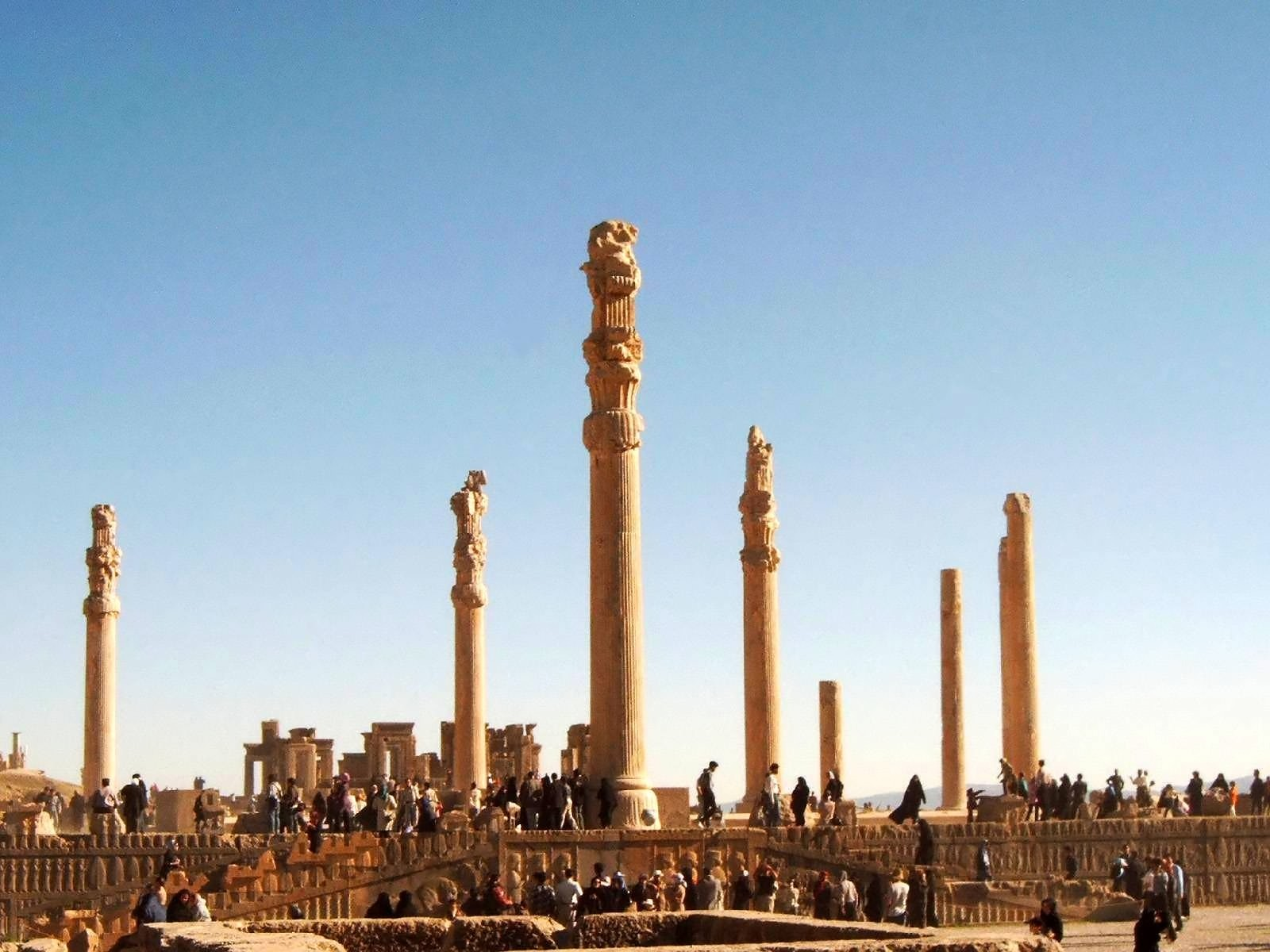
宮殿の遺跡

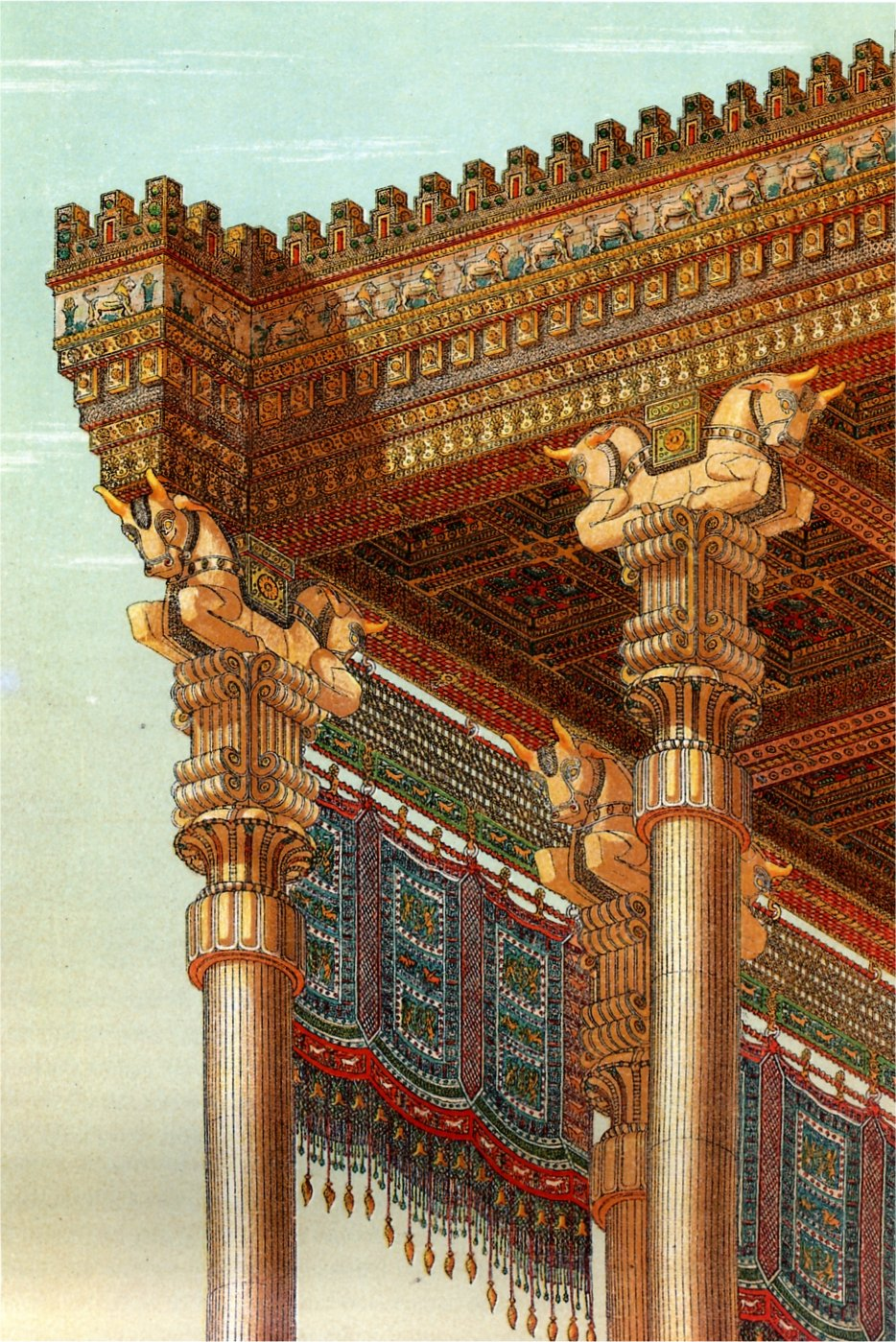
20世紀のイラン研究建築家シャルル・シピエによる屋根部の再現

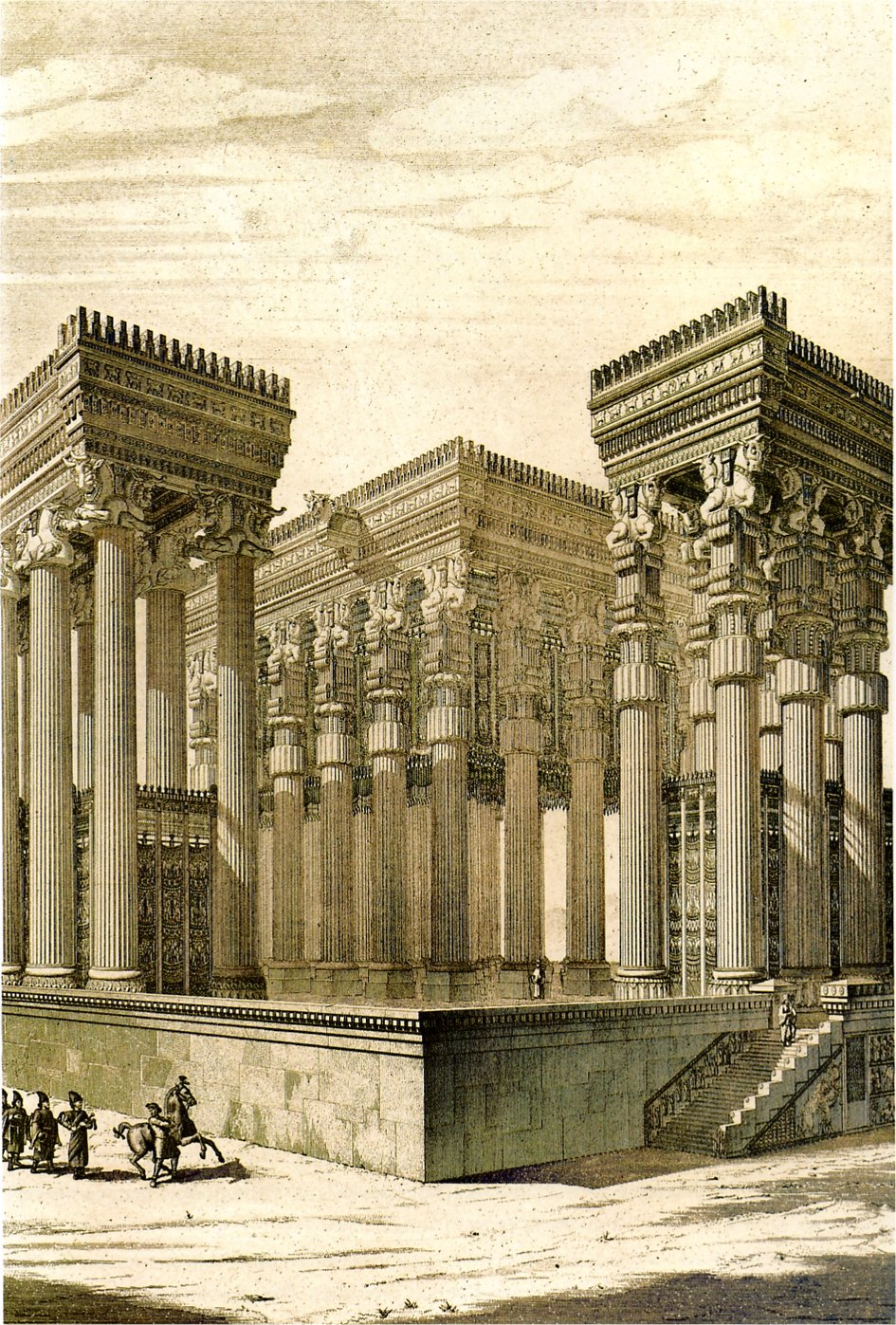
シピエによる再現

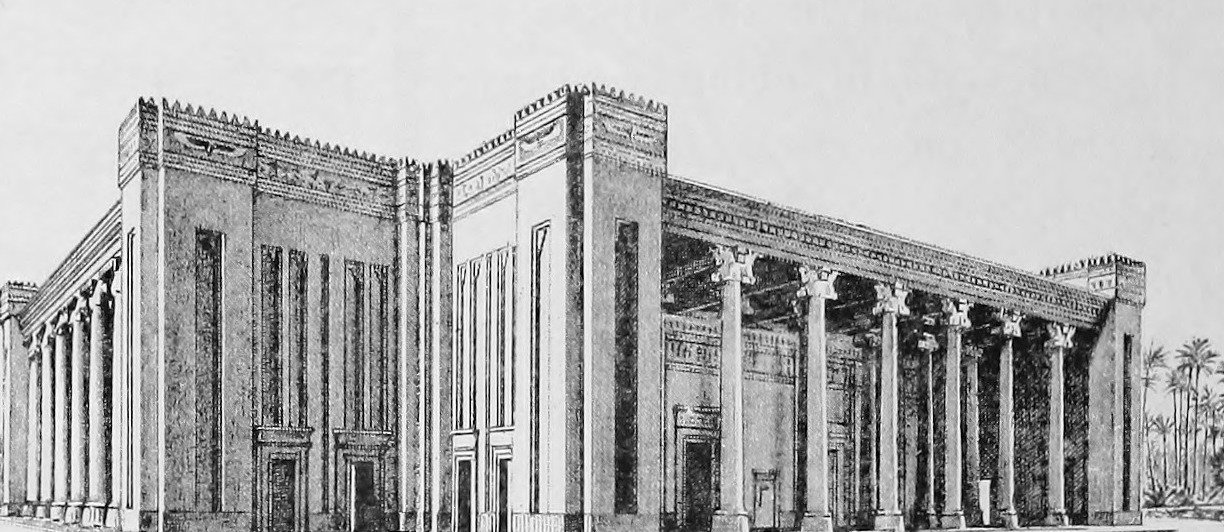
ダレイオス1世の宮殿 (スーサ)の再現図

アパダーナ (古代ペルシア語：𐎠𐎱𐎭𐎠𐎴)とは、ペルセポリスなどの古代ペルシア帝国に見られる多柱式建築による大広間謁見室である。ダレイオス1世によるオリジナルデザインで、クセルクセス1世時代に完成を見た。